# تاکاشی ناکامورا
تاکاشی ناکامورا (انگلیسی: Takashi Nakamura; ۱۲ سپتامبر ۱۹۵۵ – ) پویانما، کارگردان پویانمایی، کارگردان فیلم، و صداپیشگی در ژاپن اهل ژاپن بود.